# Раміро (Вальядолід)
Раміро (ісп. Ramiro) — муніципалітет в Іспанії, у складі автономної спільноти Кастилія-і-Леон, у провінції Вальядолід. Населення — 43 особи (2010).
Муніципалітет розташований на відстані близько 130 км на північний захід від Мадрида, 46 км на південь від Вальядоліда.

## Демографія
Динаміка населення (INE ):